# Michio Yasuda
Michio Yasuda (jap. 保田 道夫, Yasuda Michio; * 10. November 1949) ist ein ehemaliger japanischer Fußballspieler.

## Nationalmannschaft
1979 debütierte Yasuda für die japanische Fußballnationalmannschaft.